# Česká asociace science center
Česká asociace science center byla založena v dubnu 2013 s cílem ustanovit profesionální organizaci, která bude cíleně vytvářet pozitivní obraz science center, neformálního vzdělávání a komunikace vědy u české veřejnosti. 
Asociace sdružuje 8 nejvýznamnějších popularizátorů vědy a techniky v Česku. U jejího zrodu stála regionální science centra v Plzni, Liberci, Brně, Ostravě a Hradci Králové: Techmania Science Center, iQLANDIA science center a iQpark science center v Liberci, Moravian Science Centre Brno, Hvězdárna a planetárium Brno, VŠB-TU Ostrava zaštiťující  Hvězdárnu a planetárium Johanna Palisy a Hvězdárna a planetárium v Hradci Králové. Řady asociace pak rozšířil Svět techniky – Science and Technology Center Ostrava a olomoucká Pevnost poznání.  
Česká asociace science center navazuje svým konceptem na zahraniční projekty, zejména na Evropskou síť science center a muzeí (ECSITE).